# Boissy-lès-Perche
Boissy-lès-Perche és un municipi francès, situat al departament de l'Eure i Loir i a la regió de Centre – Vall del Loira. L'any 2017 tenia 498 habitants.

## Demografia
El 2007 la població era de 518 persones que vivien en 267 habitatges i 194 famílies

### Economia
El 2007 la població en edat de treballar era de 343 persones, 255 eren actives i 88 eren inactives.
Dels 19 establiments del 2007, hi havia una empresa extractiva, una empresa de fabricació d'altres productes industrials, 6 d'empreses de construcció, 6 d'empreses de comerç i reparació d'automòbils, 1 d'una empresa de transport, 2 d'empreses d'hostatgeria i restauració, 1 d'una empresa de serveis i 1 d'una empresa classificada com a «altres activitats de serveis». Hi havia el 2009, un paleta, una fusteria, tres lampisteries i un restaurant.
L'any 2000 a Boissy-lès-Perche hi havia 26 explotacions agrícoles que conreaven un total de 2.163 hectàrees. Té una escola elemental integrada dins d'un grup escolar